# ポール・マグラー
ポール・マグラー（Paul McGrath、1959年12月4日 - ）は、アイルランド出身の元サッカー選手。現役時代のポジションはDF、MF。

## 経歴
アイルランド・ダブリンに医療研修に学びに来ていたナイジェリア人の父と、アイルランド人の母との間に生まれた。妊娠するやいなや父の行方が不明になった。母は婚姻もせずに妊娠したことやアフリカ系との異人種間の子供であることを、母の父に見つかる恐怖から、隠れて一人ダブリンを離れ、イングランド・ロンドンの現在のイーリング区グリーンフォード（en）でポールを産んだ。ダブリンに帰るや母親は4週間で子供と引き離され、カトリック教会ボランティアにより子供は里親に出された。しかし5歳になる頃、里親家庭からも手をつけられないとして生母のもとに返されたが、まもなく孤児院に入れられた。
セント・パトリックス・アスレティックでキャリアをスタート。一年後、マンチェスター・ユナイテッドへ移籍。移籍当初はMFとして出場していたが、途中からDFにコンバート。その後主力として不動の位置を手にしFAカップなどの獲得に貢献するも、怪我に加えてアルコール依存症が発覚したことが原因で、アレックス・ファーガソン監督との確執により1989年にアストン・ヴィラへ移籍した。ここではフットボールリーグカップを獲得、個人でも1992-93にPFA年間最優秀選手賞を受賞した。しかし、徐々に出場機会が減っていき1996-1997年にダービー・カウンティへ移籍。そこで一年プレーした後シェフィールド・ユナイテッドで一年プレーして引退した。

## 代表経歴
アイルランド代表においても1985年の初招集から1997年まで欠かすことのできない選手として活躍し、UEFA欧州選手権1988では初の予選突破、ワールドカップでは1990 FIFAワールドカップに初のベスト。、1994 FIFAワールドカップでは34歳にして、堅守と巧みなラインコントロールだけでなく、精神的にもチームを支え、決勝トーナメント進出に貢献した。

## 特徴
強靱な体を持ち、状況判断力やゲームの流れを読む能力に優れたDF。またマンチェスター・ユナイテッドFCへ移籍するまでMFなどでもプレーしていたことから、ディフェンダーながら足元の技術も高い。